# Brooks Thompson
Brooks James Thompson (Dallas, 19 luglio 1970 – San Antonio, 9 giugno 2016) è stato un cestista e allenatore di pallacanestro statunitense, professionista nella NBA e in Grecia.

## Carriera
È stato selezionato dagli Orlando Magic al primo giro del Draft NBA 1994 (27ª scelta assoluta).

## Statistiche

### College
| Anno      | Squadra          | PG  | PT  | MP   | TC%  | 3P%  | TL%  | RP  | AP  | PRP | SP  | PP   |
| --------- | ---------------- | --- | --- | ---- | ---- | ---- | ---- | --- | --- | --- | --- | ---- |
| 1989-1990 | Texas A&M Aggies | 31  | 13  | 20,6 | 37,7 | 32,1 | 64,1 | 2,4 | 2,2 | 1,3 | 0,0 | 8,3  |
| 1990-1991 | Texas A&M Aggies | 29  | 27  | 34,7 | 47,0 | 38,8 | 74,4 | 3,1 | 5,7 | 2,1 | 0,1 | 14,5 |
| 1992-1993 | OSU Cowboys      | 29  | 28  | 31,8 | 45,6 | 37,3 | 75,5 | 3,9 | 5,0 | 2,4 | 0,1 | 14,6 |
| 1993-1994 | OSU Cowboys      | 34  | 34  | 34,6 | 44,6 | 47,2 | 78,9 | 4,0 | 5,7 | 2,9 | 0,1 | 16,9 |
| Carriera  | Carriera         | 123 | 102 | 30,4 | 44,1 | 40,0 | 75,3 | 3,4 | 4,7 | 2,2 | 0,1 | 13,6 |

### NBA

#### Regular Season
| Anno      | Squadra        | PG  | PT | MP   | TC%  | 3P%  | TL%  | RP  | AP  | PRP | SP  | PP  |
| --------- | -------------- | --- | -- | ---- | ---- | ---- | ---- | --- | --- | --- | --- | --- |
| 1994-1995 | Orlando Magic  | 38  | 2  | 6,5  | 39,5 | 31,0 | 66,7 | 0,6 | 1,1 | 0,3 | 0,1 | 3,1 |
| 1995-1996 | Orlando Magic  | 33  | 0  | 7,5  | 46,6 | 39,1 | 70,4 | 0,7 | 0,9 | 0,4 | 0,0 | 4,2 |
| 1996-1997 | Utah Jazz      | 2   | 0  | 4,0  | 0,0  | -    | -    | 0,0 | 0,5 | 0,0 | 0,0 | 0,0 |
| 1996-1997 | Denver Nuggets | 65  | 6  | 16,1 | 40,0 | 39,8 | 63,2 | 1,5 | 2,8 | 0,8 | 0,0 | 6,8 |
| 1997-1998 | Phoenix Suns   | 13  | 0  | 3,5  | 37,0 | 31,3 | 33,3 | 0,4 | 0,2 | 0,3 | 0,0 | 2,0 |
| 1997-1998 | N.Y. Knicks    | 17  | 0  | 7,1  | 44,8 | 28,6 | 60,0 | 0,6 | 1,4 | 0,4 | 0,1 | 1,9 |
| Carriera  | Carriera       | 168 | 8  | 10,2 | 40,9 | 37,6 | 64,7 | 0,9 | 1,7 | 0,5 | 0,0 | 4,5 |

#### Playoffs
| Anno     | Squadra       | PG | PT | MP  | TC%  | 3P%  | TL%  | RP  | AP  | PRP | SP  | PP  |
| -------- | ------------- | -- | -- | --- | ---- | ---- | ---- | --- | --- | --- | --- | --- |
| 1995     | Orlando Magic | 3  | 0  | 3,7 | 75,0 | 75,0 | 75,0 | 0,7 | 1,0 | 0,0 | 0,3 | 4,0 |
| 1996     | Orlando Magic | 5  | 0  | 9,6 | 47,6 | 16,7 | 71,4 | 1,0 | 1,4 | 0,0 | 0,2 | 5,2 |
| Carriera | Carriera      | 8  | 0  | 7,4 | 52,0 | 40,0 | 72,7 | 0,9 | 1,3 | 0,0 | 0,3 | 4,8 |